# Јерменија на Светском првенству у атлетици на отвореном 2015.
Јерменија је учествовала на Светском првенству у атлетици на отвореном 2015. одржаном у Пекингу од 12. до 30. августа дванаести пут, односно учествовала је под данашњим именом на свим првенствима од 1993. до данас. Репрезентацију Јерменије представљала је једна атлетичарка која се такмичила у трци на 400 м..
На овом првенству Јерменија није освојила ниједну медаљу, нити је оборен неки рекорд.

## Резултати

### Жене
| Атлетичарка     | Дисциплина | Лични рекорд | Квалификације | Квалификације | Полуфинале            | Полуфинале            | Финале                | Финале        | Детаљи |
| Атлетичарка     | Дисциплина | Лични рекорд | Резултат      | Место         | Резултат              | Место                 | Резултат              | Место         | Детаљи |
| --------------- | ---------- | ------------ | ------------- | ------------- | --------------------- | --------------------- | --------------------- | ------------- | ------ |
| Амалија Саројан | 400 м      | 53,48 НР     | 54,16         | 7. у гр. 2    | Није се квалификовала | Није се квалификовала | Није се квалификовала | 40. / 41 (42) |        |